# Austrochilus franckei
Austrochilus franckei – gatunek pająka z rodziny Austrochilidae.
Gatunek ten opisany został w 1987 roku przez Normana I. Platnicka w ramach rewizji współautorstwa Raymonda Forstera i Michaela R. Graya. Opisu dokonano na podstawie okazów odłowionych w 1961, 1967 i 1985 roku. Miejsce typowe znajduje się w Hualpén w prowincji Concepción. Epitet gatunkowy nadano na cześć Oscara F. Franckego, który wspólnie z Platnickiem odłowił materiał typowy.
Holotypowy samiec ma 9,58 mm długości ciała przy karapaksie długości 5,19 mm i szerokości 3,96 mm. Samica ma 10,36 mm długości ciała przy karapaksie długości 4,18 mm i szerokości 2,89 mm. Barwa karapaksu jest żółtobrązowa z ciemnymi pasami podłużnymi za czterema tylnymi oczami, ciągnącymi się do około połowy długości części głowowej, u samicy po każdej stronie z tyłu zlanymi. Odnóża u samca z obrączkowaniem widocznym tylko na tylnych udach i goleniach. U samicy obrączkowanie odnóży jest wyraźne z wyjątkiem ich pierwszej pary. Od podobnego A. newtoni samiec wyróżnia się innym piłkowaniem szczytu apofizy terminalnej nogogłaszczków, zaś samica bardzo szeroką i prawie owalną sklerotyzacją za skapusem epigynum.
Pająk neotropikalny, znany z regionów: Araukania, Biobío i Maule w Chile oraz z przyległego terenu prowincji Neuquén w Argentynie. Występuje w lasach. Notowany na rzędnych od 60 do 1160 m n.p.m.